# Orchomene serrata
Orchomene serrata är en kräftdjursart som först beskrevs av Boeck 1861.  Orchomene serrata ingår i släktet Orchomene och familjen Lysianassidae. Inga underarter finns listade i Catalogue of Life.